# Jeu de pousse-pousse
 (février 2023).
Si vous disposez d'ouvrages ou d'articles de référence ou si vous connaissez des sites web de qualité traitant du thème abordé ici, merci de compléter l'article en donnant les références utiles à sa vérifiabilité et en les liant à la section « Notes et références ».
Pour les articles homonymes, voir Pousse-pousse.

Exemple de jeu de pousse-pousse avec une image.

Le jeu de pousse-pousse est constitué par un cadre carré (parfois rectangle), en plastique voire en bois, dans lequel se trouvent des cases pouvant glisser les unes sur les autres. Une des cases est vide. Le jeu vise à remettre les cases dans l'ordre, par exemple pour reconstituer une image ou un texte.
Une autre variante est le taquin, dans lequel il faut mettre des nombres dans l'ordre croissant ou décroissant.
Ce jeu existe également sous forme virtuelle sur ordinateur ou sur internet.